# ОШ „Деспот Стефан Лазаревић” Бабушница
ОШ Деспот Стефан Лазаревић Бабушница је основношколска установа у Бабушници. Почела је са радом 1886. године. Школски одбор управља установом а руководећу улогу има директор школе.

## Историјат
У почетку су у Школу ишла деца из Бабушнице, Сурачева, Драгињца, Извора, Калуђерева и Радошевца. Када је била окупација у току Првог светског рата, Школа није радила.
Одлуком просветног одељења Краљевске банске управе новембра 1930. године у Бабушници је отворено пето одељење. У том периоду је изграђена и нова школска зграда. Са одељењима у Проваљенику, Драгинцу и Калуђереву, Школа је имала 4 разреда и осам одељења.
За време бугарске окупације отворена је бугарска Прогимназија. После ослобођења, по предлогу народноослобилачког одбора Пирот, одлучено је да се у Бабушници отвори Нижа гимназија са четири разреда. Школа је отпочела са радом 26. фебруара 1945. године.
Школа је са оваквим начином рада радила до школске 1955/56 године када је дошло до спајања Ниже гимназије и четвороразредне основне школе у јединствену осмогодишњу школу. Тада се школа звала Осморазредна школа "26. фебруар".
Године 1966. је одлучено да Школа промени назив у ОШ "Иво Лола Рибар". Под тим именом је радила до 2002. године када добија име ОШ "Деспот Стефан Лазаревић".
Матична школа има издвојена одељења од првог до четвртог разреда у селима: Вава, Драгинац, Стол, Сурачево, Камбелевац, Проваљеник, Доњи Стрижевац, Доње Крњино, Горње Крњино, Радошевац, Братишевац.